# Archidiecezja Brasílii
Archidiecezja Brasílii (łac. Archidioecesis Brasiliapolitanus, port. Arquidiocese de Brasília) – rzymskokatolicka archidiecezja ze stolicą w Brasílii w Brazylii.
W 2022 w archidiecezji służyło 264 zakonników i 335 sióstr zakonnych.

## Historia
16 stycznia 1960, na cztery miesiące przed oficjalną inauguracją stolicy, papież Jan XXIII bullą Quandoquidem nullum erygował diecezję Brasília. Dotychczas wierni z tych terenów należeli do archidiecezji Goiânia.
11 października 1966 papież Paweł VI podniósł diecezję Brasília do rangi archidiecezji metropolitarnej.
Archidiecezję dwukrotnie odwiedził papież Jan Paweł II.
- Osobny artykuł: 7 podróż apostolska Jana Pawła II.

## Główne świątynie
- Archikatedra: Katedra Najświętszej Maryi Panny z Aparecidy w Brasílii
- Bazylika mniejsza: Bazylika św. Franciszka z Asyżu w Brasílii

## Ordynariusze

### Biskup Brasílii
- José Newton de Almeida Baptista (1960 - 1966) arcybiskup ad personam

### Arcybiskupi Brasílii
- José Newton de Almeida Baptista (1966 - 1984) w latach 1963 - 1990 także wikariusz, a następnie ordynariusz polowy
- kard. José Freire Falcão (1984 - 2004)[1]
- kard. João Braz de Aviz (2004 - 2011) następnie mianowany prefektem Kongregacji ds. Instytutów Życia Konsekrowanego i Stowarzyszeń Życia Apostolskiego
- kard. Sérgio da Rocha (2011 - 2020)[2] następnie arcybiskup São Salvador da Bahia
- kard. Paulo Cezar Costa (od 2020)[3]